# Diacyclops lindae
Diacyclops lindae – gatunek widłonoga z rodziny Cyclopidae, nazwa naukowa gatunku została po raz pierwszy opublikowana w 1986 roku przez zoologa Giuseppe Lucio Pesce.